# 羽田未来
羽田 未来（はねだ みらい、1986年2月10日 - ）は、日本のAV女優。身長:152cm。スリーサイズはB93(G)・W59・H88。。ティーパワーズ所属。

## 経歴
東京都出身。2007年にAVデビュー。当初は企画物の作品への出演が多かったが、2008年後半から単独での出演が増えてきている。
2009年6月に公式ブログで引退を発表したが、9月に「七瀬ゆい（ななせ ゆい）」（ロータスグループ所属）の名前で復帰した。

## 出演作品

### アダルトビデオ

#### 羽田未来 名義
2008年
- BUKATSU after 援交 サッカー部マネージャー（1月1日、プレステージ）
- 働くオンナ Vol.13（3月22日、プレステージ）
- 超売れっ子風俗嬢 無許可で本番! 7 みき（4月18日、サムシング）
- 凌辱とセックスで壊れる制服少女 FILE.001 美樹（4月22日、サムシング）
- 萌えあがる募集若妻 93 みくさん（4月22日、プレステージ）
- 巨乳携帯ショップ（7月17日、V&Rプロダクツ）共演:花野真衣、紅りんご、瀬咲るな、宮崎嘉穂
- 私のカラダ買ってください… 6 イヤらしく発育したGカップ少女 みく（7月25日、プラネットプラス）
- Gカップ専門! 家庭教師派遣センター（8月7日、V&Rプロダクツ）共演:北島玲
- 巨乳新人アポ無し合体レズビアン即ハメ面接（8月19日、クロス）共演:桜田さくら 他出演:宮崎あい、西木美羽、風吹ユキエ、長瀬葵
- ルームサービス（9月12日、UP'S）
- 逆ストーカー ～オタクを愛する巨乳美女～（9月18日、グローリークエスト）
- 爆乳OL×調教アナルファック!（9月21日、h.m.p）
- 青春エロドラマ オレのアネキとヤラないか?（10月2日、グローリークエスト）
- BOING.93 Gcup ボインの母性に没頭する 012（10月5日、ドリームチケット）
- 禁断介護20 ～巨乳嫁と義父の性（10月16日、グローリークエスト）
- もしも…こ～んな巨乳ナースだらけの病院があったら? デカちん中出しクリニック（11月13日、カルマ）…共演:妃乃ひかり、小坂めぐる
- 禁断淫欲病棟 2（12月5日、アウダースジャパン）共演:赤西涼、辻さき、愛菜りな
- DOKIレズ 29（12月5日、アウダースジャパン）共演:赤西涼、辻さき、愛菜りな
- 「知らない女だけが損をする!世界最大級のメガチ○ポで強制フェラ/ハメ潮/生中出しをヤる」 VOL.3（12月20日、DANDY）
- 女だらけの拷問病棟（12月18日、Primo）共演:七咲楓花
- 爆乳レズ W口全ワイセツ（12月21日、h.m.p）共演:小坂めぐる

2009年
- デカパイでか尻ソープ嬢 （1月1日、ワンズファクトリー）
- 接吻や乳首を舐められながら手コキされた僕。 4 （1月1日、ワンズファクトリー）他出演:紅音ほたる、風間ゆみ、艶堂しほり、かのん、吉川莉奈、中森玲子、七咲楓花、モカ、夏川リアナ
- デカチチメガネ中出し（1月1日、グローリークエスト）他出演:仲村ろみひ、芽衣奈、前田窓花
- 絶対にハサまれたい巨乳が、そこにはある（1月15日、ワープエンタテインメント）他出演:小坂めぐる、橘れもん、大塚咲、妃乃ひかり、北島玲、澄川ロア、堀口奈津美、中森玲子
- ガンギマリアナル 3（1月22日、ナチュラルハイ）
- メコスジ喰込み紐オナニー（2月1日、ワンズファクトリー）他出演:小坂めぐる、辻さき、モカ、七咲楓花、崎江田尚美、鈴香音色、石川みずき、一ノ瀬あきら、夏芽涼、麻生かおり
- 痙攣遊園地 羽田未来（2月5日、ナチュラルハイ）
- 限ナシイキッパ!（5月1日、グローリークエスト）他出演:浜崎りお、高坂保奈美、深田梨菜、北島玲
- もしも…こ～んな 巨乳だらけの混浴露天風呂があったら?（5月13日、カルマ）他多数共演

2010年
- KARMA設立5周年プレミアム感謝祭! 巨乳!巨乳!巨乳!ボインボインバスツアー（1月13日、カルマ）他多数共演

#### 七瀬ゆい 名義
2009年
- 現役グラビアアイドル AV出てみませんか!? （12月19日、人間考察）共演:南つかさ、ミュウ、矢崎まこと、松島ひな、蒼井夏美

2010年
- うねるエロい舌を持つ女 （1月19日、妄想族）
- 究極の自宅出張入浴サービス！「四畳半ソープ」 （1月21日、SODクリエイト）共演:松嶋ルリ
- 禁断の扉 2 （2月4日、アウダースジャパン）共演:川上ゆう、鈴木千里、月嶋美唯[2]
- DOKIレズ 42 （2月4日、アウダースジャパン）共演:川上ゆう、鈴木千里、月嶋美唯[2]
- パンストレズビアン遊戯 Vol.1 （2月13日、AVS）共演:細川まり
- 巨乳診断書 8 （2月18日、グローリークエスト）
- パンストフェティッシュ倶楽部 Vol.2 （2月19日、妄想族）
- 人妻を抱くセールスレディ 4 （3月12日、東京音光）共演:友川美由紀、浜野美和
- 高級ソープへいらっしゃい 25（3月19日、クリスタル映像）他出演:中野愛里、北園梓、雪乃、宮川怜
- 寝盗られた巨乳妻（3月20日、スターパラダイス）
- エロ下着姿でダイエット中の巨乳義母に中出ししちゃいました! 7（3月26日、Nadeshiko）
- 闇営業中のフル勃起エステ 12 （4月10日、ホットエンターテイメント）共演:香坂めぐ、城内ヒカル
- 出戻りむっちり姉ちゃんに犯された僕 3 （5月20日、グローリークエスト）
- 義姉の爛れた性欲（6月10日、ヒビノ）
- 売られる人妻（6月18日、Nadeshiko）
- ママとぼくのひみつ ママが唾液べちょべちょの口唇と舌で口移ししながらイカせてあげる、他出演:松田久美子、内田美奈子、加賀ゆり子、結城みさ
- 断れない巨乳妻 2（8月20日、Nadeshiko）
- 【今日から私がお母さん】（9月4日、ルビー）
- オレのカミさんとヤラないか？10 （10月7日、グローリークエスト）

2011年
- ザーメンドッグカフェ3（10月1日、MOODYZ）
- マスク狩り女子プロレス Volume.1（10月7日、SUPER SONIC SATELLITES）共演：クイーンプラチナム、綾見ひかる、トリックタイガー
- マラ喰い大好き七瀬ゆいのコスプレロリータ痴女（12月16日、まぐろ物産）
- 格闘美女鉄拳制裁 腹パンチ映像2（12月16日、SUPER SONIC SATELLITES）